# Air Tanzania
A Air Tanzania é uma companhia aérea da Tanzânia. Tem como aeroporto oficial o Aeroporto de Dar-es-Salaam, a mais populosa cidade tanzaniana, um dos três aeroportos internacionais da Tanzânia, sendo os outros o de Zanzibar e o de Kilimanjaro. De Dar-es-Salaam partem voos nacionais, e a principal companhia é a Air Tanzania.
No início de novembro de 2017 a empresa anunciou a confirmação da chegada de três aeronaves entre os meses de junho e julho de 2018 para compor a sua frota. Ela receberá dois Bombardier CS300 para as rotas domesticas e um Boeing 787 para as rotas internacionais e intercontinentais. A empresa ainda falta receber um Bombardier Q400 que está retido no Canadá, devido a falta de pagamento de dívidas. 

## Destinos
A Air Tanzânia não voa para a Europa, nem para a América. Os voos estão limitados por causa dos aviões terem muito pouca autonomia.
Dentro de África voa para Luanda, Joanesburgo, Nairobi, Pemba, Maputo, Harare, Lusaka e pouco mais.

## Frota
A frota da empresa em 11 de Janeiro de 2024 era composta por:
| Modelo                 | Quantidade | Encomenda | Nota |
| ---------------------- | ---------- | --------- | ---- |
| Airbus A220-300        | 4          | -         |      |
| Boieng 737 MAX 9       | 1          | -         |      |
| Boieng 767-300F        | 1          | -         |      |
| Boeing 787-8           | 2          | -         |      |
| Bombardier Dash 8 Q400 | 5          | -         |      |
| Fokker F27             | 1          | -         |      |
| Total                  | 14         | -         |      |